# 黒石礁街道

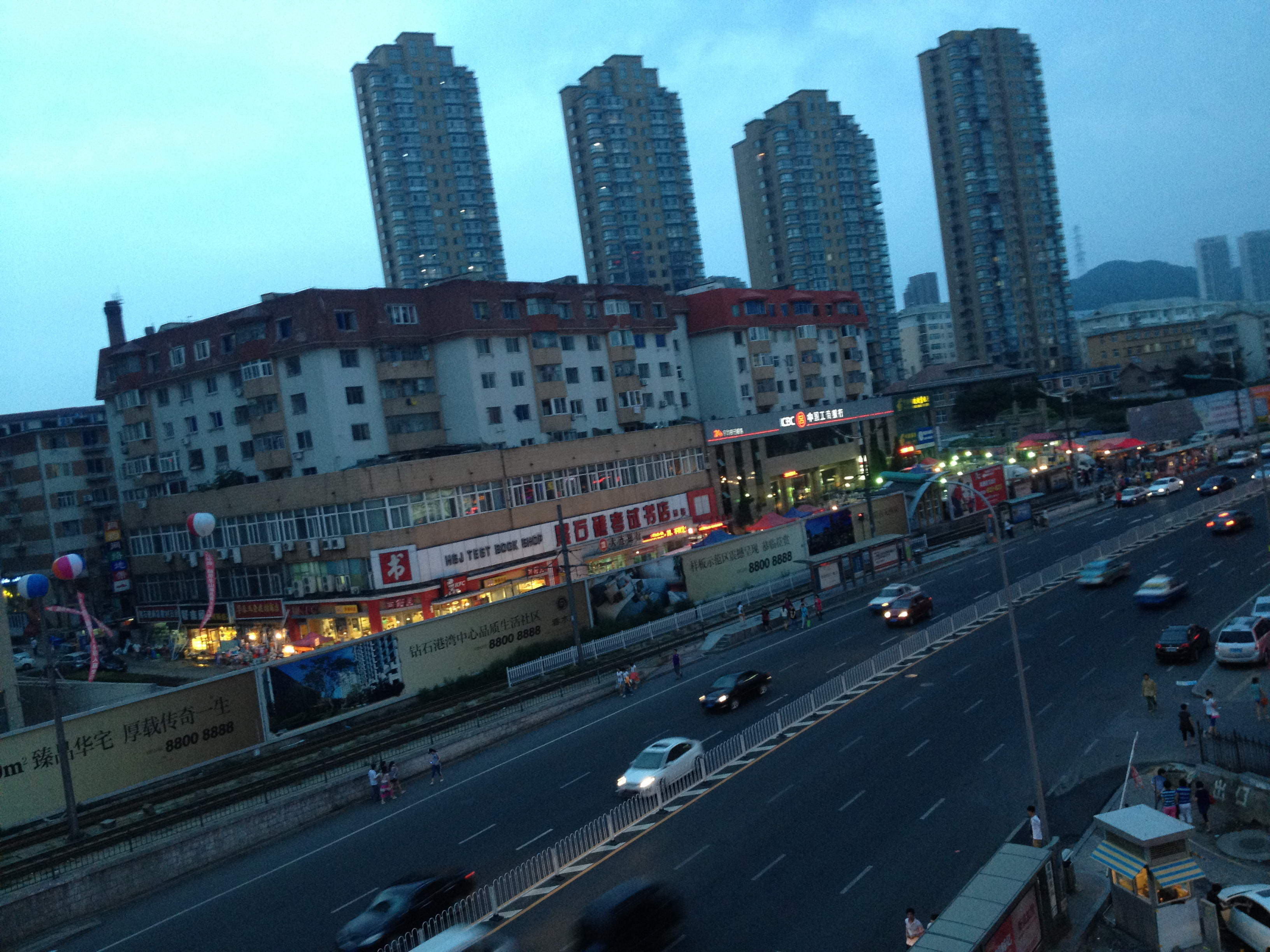
黒石礁街道の中心街を通る中山路（旅順南路の一部）の夕暮れ

黒石礁街道（こくせきしょうがいどう、中国語: 黑石礁街道）または単に黒石礁（中国語: 黑石礁＝ヘイシージャオ）とは、中国遼寧省大連市沙河口区の管轄下に7つある街道のひとつである。

## 概要
黒石礁街道は大連市沙河口区内にあり、その街道弁事処は次の社区を管理する。
- 紅星村社区
- 尖山社区
- 景山社区
- 凌水社区
- 由家社区
- 書香園社区
- 振華社区
- 共建社区
- 西南路社区

街道全体の総人口は96,924人（2010年）である。
街道内にはスーパー新瑪特（New-Mart）などの商業施設が多い。また東北財経大学・大連海洋大学などの教育機関がある。黒石礁公園、尖山公園があり、海にも面していて、大連自然博物館（中国語）や岩海岸散歩コースがある。

## 交通
旅順南路上にあり、日本領有時代から栄えた街で、現在は大連市中心部の中山広場からここまでを「中山路」と呼び、ここから旅順までを「旅順南路」と呼ぶ。ここから西の旅順口区各地へのバスが発着し、大連開発区への直通バスもここから発着する。
大連地下鉄1号線および大連有軌電車202路の黒石礁駅がある。地下鉄1号線の西終点である河口駅で大連地下鉄12号線に乗り継いで、さらに西の旅順新港駅まで通じている。